# Scufundare profesională

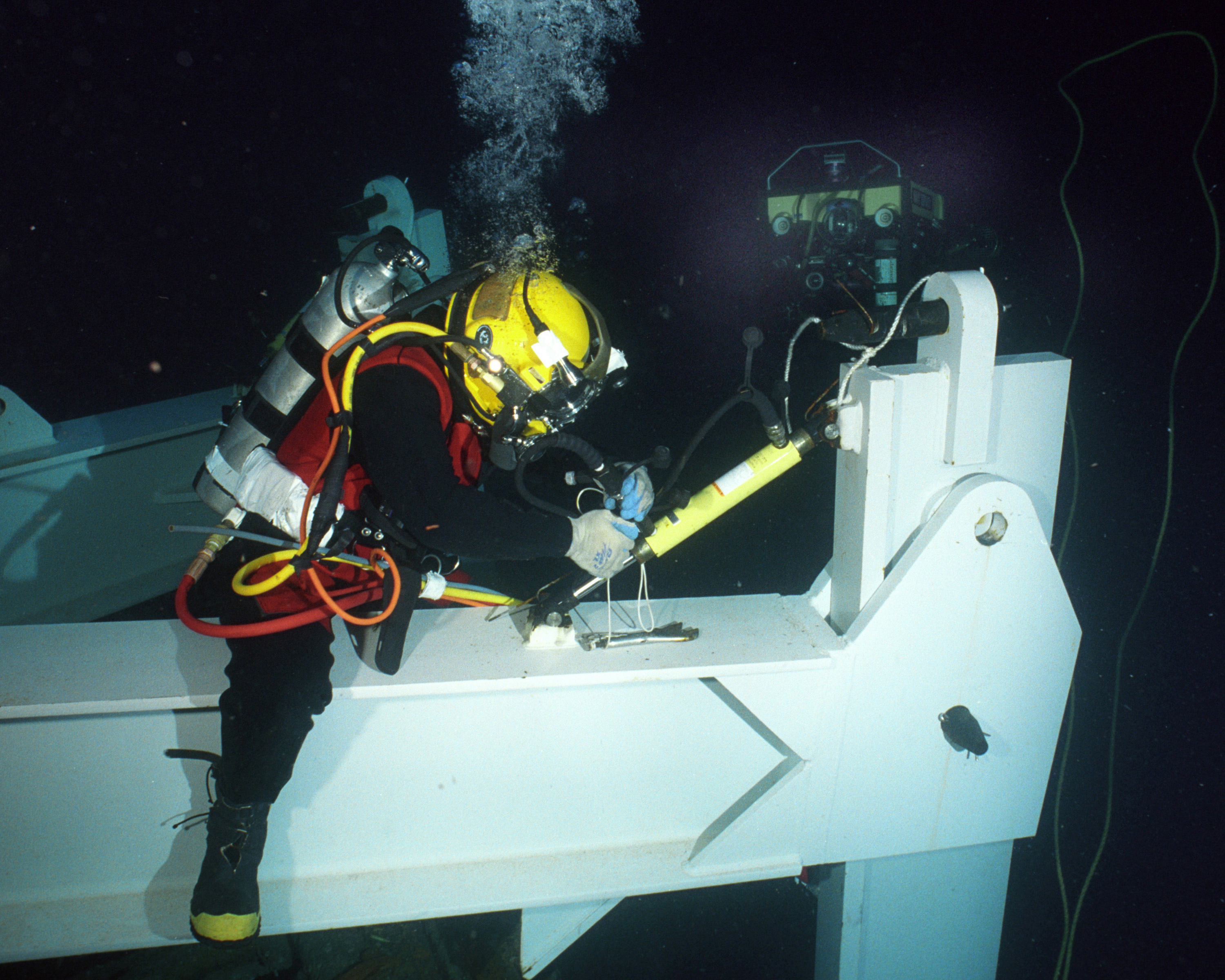
Scafandru profesionist lucrând la o structură submersă

Scufundarea profesională este o activitate profesională întreprinsă sub apă de către un scafandru profesionist.

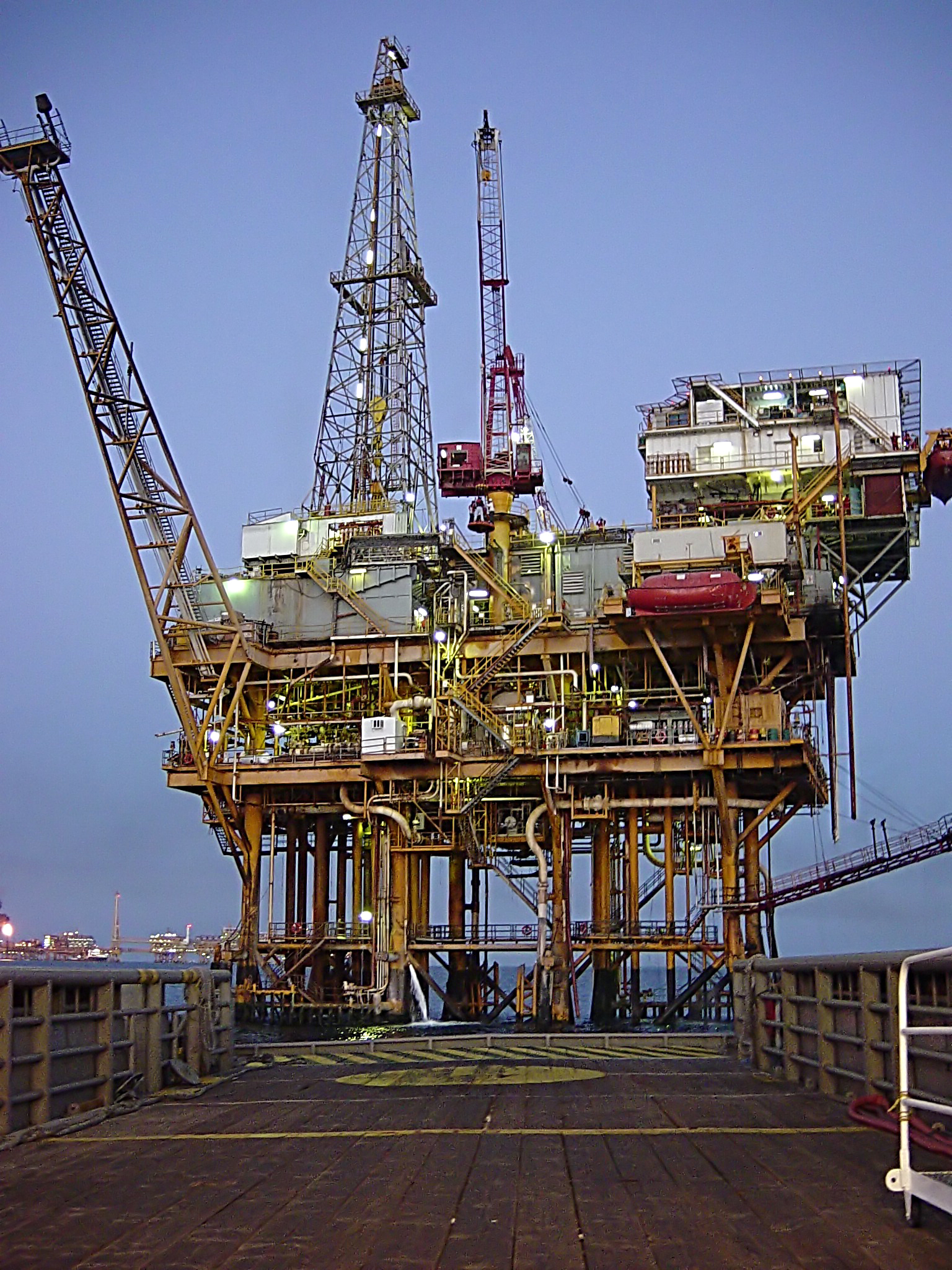
Platformă marină în Golful Mexic

Domeniile care beneficiază în special de serviciile  scafandrilor profesioniști sunt :
- Lucrări offshore: Principalele activități ale scafandrilor profesioniști offshore sunt lucrările subacvatice la exploatările petroliere offshore (platformele marine de foraj și de producție), conductele submarine etc.

- Lucrări în ape interioare: Scafandrii profesioniști sunt folosiți pentru efectuarea de lucrări subacvatice la diferite amenajări hidrotehnice interioare cum ar fi: căi navigabile artificiale interioare, porturi interioare și maritime, amenajări hidroenergetice, sisteme de irigații, amenajări piscicole (acvacultură), sisteme de alimentare cu apă etc.

- Scufundarea militară: este un tip de scufundare profesională, în care scafandrii militari efectuează lucrări subacvatice în cadrul unităților de scafandri din forțele navale.

Pentru lucru sub apă, scafandrii folosesc echipament de scufundare specific, diverse scule acționate manual, sau unelte subacvatice acționate pneumatic sau hidraulic, dispozitive și utilaje special concepute și realizate. 
Datorită complexității și în special necesității unui personal numeros, a unor echipamente și utilaje diverse, lucrul sub apă are în general un preț de cost foarte ridicat.

## Tipuri de scufundare profesională
- Scufundare cu aparat autonom de respirat sub apă

- Scufundare cu alimentare de la suprafață

- Scufundare cu submersibilul lock-in/lock-out

- Scufundare în saturație

## Scurt istoric al scufundării profesionale în România
Începuturile scafandreriei în România nu se pot stabili cu precizie. Documentele de arhivă oferă mai multe date, statistici și evidențe ale bastimentelor și navelor de transport, cu vele sau cu motor înscrise sub pavilion românesc și mai puține despre activitatea de lucru sub apă. Actele și scrierile care fac referiri la diferite forme de organizare a flotilelor Principatelor Române, iar mai apoi a tinerei flote românești născută după unirea Moldovei cu Țara Românească, nu evidențiază existența scafandreriei printre spacialitățile marinei . 
1891: Emil Racoviță aflându-se în Franța la laboratoarele Arago din Banyuls-sur-Mer pe coasta franceză a Mediteranei, efectuează o serie de scufundări la adâncimea de 10 m cu un echipament clasic Siebe-Gorman, pentru a studia viața subacvatică.
1895: este terminat podul de la Cernavodă ale cărui fundații pe piloni au necesitat intervenția scafandrilor români.
1904: sunt încheiate lucrările de construcție ale portului Constanța la care de asemenea un aport important l-au avut și scafandrii români
1911: se publică în România Manualul Scafandrierului . În cuprinsul manualului se puteau găsi reguli și metode de scufundare ale scafandrului cu cască la fluviu până la adâncimea de 12 m, precum și descrierea unor accidente care ar putea surveni pe timpul scufundării. Manualul prezenta pentru prima dată, planșe cu mijloacele și procedeele de lucru ale scafandrilor pentru diverse intervenții cum ar fi căutarea ancorelor, lanțurilor și a altor obiecte aflate pe fundul fluviilor. Acest manual publicat de Marina militară Română constituie prima lucrare ce face referire la reglementarea scufundării din România.
1970: este lansat în România laboratorul submers LS-1  în lacul Bicaz. O echipă de scafandri ai Stațiunii de cercetare de la Pângărați, Neamț, au reușit o ședere de 30 zile la adâncimea de 10 m 
1972: se înființează Laboratorul de tehnologie marină în cadrul Institutului Român de Cercetări Marine din Constanța în cadrul unor programe de cercetare legate de valorificarea resurselor petroliere ale platformei continentale din Marea Neagră. Activitatea s-a desfășurat pe două planuri, de fiziologie hiperbară și de tehnologie a scufundării.
1974: în luna iulie s-a efectuat în premieră națională la Laboratorul de tehnologie marină o scufundare simulată în barocameră, la adâncimea de 80 m, scafandrii respirând un amestec Heliox.
1976: se începe forajul marin în Marea Neagră cu  platforma Gloria, adâncimea maximă a apei fiind de 90 m. În Marea Neagră se mai află platformele Orizont, Prometeu, Fortuna, Atlas, Jupiter și Saturn. Facilitățile pentru exploatarea hidrocarburilor alcătuiesc un sistem complex alcătuit din: platformă fixă, centrală de producție, sistemul de conducte pentru transportul hidrocarburilor ce face legătura între platforma centrală și terminalul onshore Midia, format din două conducte de câte 84 km lungime.
1976: la 1 Octombrie este înființat Centrul de Scafandri din Constanța care va continua activitatea de cercetare în domeniul hiperbar. Centrul de Scafandri a luat ființă prin desființarea Grupului 279 Scafandri (U.M. 02145) din garnizoana Mangalia, tehnica și efectivele grupului intrând în compunerea Centrului de Scafandri. Organizarea Centrului de Scafandri la înființare a avut următoarea structură: Comandamentul Centrului de Scafandri cu subunități de bază (Grupul Scafandri de Mare Adâncime (G.S.M.A.), Grupul Scafandri de Luptă, Cabinetul de studii și dresaj animale marine, Laboratorul de cercetare privind pătrunderea omului sub apă) și subunități și formațiuni de servicii. Realizat în colaborare cu firma Comex S.A. din Franța, Centrul de Scafandri are în dotare două barocamere multiloc și o hidrosferă în care se execută pregătirea și antrenarea scafandrilor în vederea folosirii diferitelor tehnologii de scufundare și tipuri de aparate de respirat sub apă, cercetări  în vederea realizării de noi tehnologii de scufundare și medicale, testări de aparate și tehnică utilizată în activități de scufundare, teste de aptitudini în vederea selecționării scafandrilor. Tot în acest an trebuie consemnată și vizita celebrului comandant Jacques-Yves Cousteau la  I. R. C. M. cu prilejul expediției navei Calypso în Marea Neagră. 
1977: nava „Emil Racoviță” intră în dotarea Centrului de scafandri Constanța având un deplasament de 1 200 tdw. Nava reprezintă fostul cargou "Arad" și a fost reproiectată prin instalarea sistemului ULISS pentru efectuarea de scufundări la mare adâncime la șantierul naval Turnu-Severin. În anul 1978, nava „Emil Racoviță” a executat mai multe ieșiri pe mare pentru scufundări reale la mare adâncime cu sistemul ULISS. S-au executat scufundări la 40 m, se intră în imersiune de 4 ori la adâncimea de 70 m (la fiecare scufundare au intrat în turelă câte doi scafandri de mare adâncime), iar apoi scafandrii au atins adâncimea de 100 m.
1978: se lansează în lacul Bicaz experimentul Necton 78 alcătuit din trei laboratoare submerse: "Limnos" aflat la un metru sub apă, "Salmos"  la 10 m și "Argyroneta" imersat la 20 m. Laboratoarele erau cuplate în permanență prin legătură TV.  
1978: în luna August, în cadrul unei scufundări reale în Marea Neagră, este depășită adâncimea de 100 m. Au fost efectuate în sistemul turelă-cheson, două scufundări de 30 minute la adâncimea de 102 m, urmate de decompresie de 8 ore.
1979: intră în dotarea Centrului de scafandri din Constanța nava "Grigore Antipa" ce are un deplasament de 1 500 tdw . Nava a fost construită la șantierul naval din Mangalia.
1981: în luna Iulie s-a desfășurat cu rezultate foarte bune prima scufundare în saturație din România din seria "Pontus", la adâncimea de 300 m.
1982: Laboratorul Hiperbar de pe lângă Centrul de Scafandri din Constanța, elaborează Tabelele de decompresie cu aer LH-82, pentru scufundări cu aer până la 60 m adâncime.
1982: în luna Iunie în cadrul Laboratorului Hiperbar a fost executată o scufundare în saturație la 350 m, după o tehnologie de decompresie elaborată în Centrul de Scafandri de către Cpt.lt.ing. Petru Aron.
1983: în Februarie are loc o nouă premieră națională când se execută prima scufundare în saturație cu amestecuri azot-oxigen (Nitrox) la adâncimea de 25 m după o tabelă calculată de Cpt.Rg.3 ing. Petru Aron. Această scufundare este urmată la scurt timp de o altă scufundare la adâncimea de 41 m. Ziua de 21.06.1983 aduce în istoria scafandreriei românești un nou record național. S-a executat scufundarea Pontus III  la 450 m adâncime. Pentru prima dată se încheie un contract de colaborare cu Institutul de Medicină și Farmacie din Cluj-Napoca, iar colectivul condus de rectorul institutului prof. dr. docent Ion Baciu face investigații de ordin biochimic.
1984: în luna Mai, scafandrii Centrului de Scafandri realizează lucrările subacvatice de montare a jacket-ului la platforma de foraj marin Gloria, la adâncimea de 48 m. La data de 7 noiembrie 1984 se montează reiser-ul de la platforma Gloria, o conductă în formă de L în care o latură era de 60 metri și cealaltă de 500 metri. Aceasta trebuia montată în niște bride fixate pe un montant al jacketului. 
1984: în luna Septembrie, urmărind obținerea de noi recorduri naționale, scafandrii români efectuează în cadrul Laboratorului Hiperbar al Centrului de Scafandri o scufundare în saturație la 500 m adâncime. Scufundarea a început pe data de 25 septembrie 1984 la orele 10.00. Echipa de scafandri a fost formată din Cpt.lt. Munteanu Daniel și scafandrii civili Oancea Gheorghe, Fîntînă Constantin, Nicola Valentin. Asistența tehnică a fost asigurată de Cpt.Rg.3 ing. Petru Aron - șef de scufundare; ofițerii Pața Dănuț, Boca Virgil, Soare Gabi - șefi ture; Listaru Viorel, Gănescu Marian, Roibu Ștefan - operatori cheson; asistent Dragu Anastasia - analist; Mirea Marian, Bănică Andrei, Sandu Lucian, Scurtu Alexandru - tehnicieni. Asistența medicală era în responsabilitatea doctorilor Oțel Ionel, Nepot Antoniu, Rizea Vasile și a asistenților Dorobanțu Mircea, Clinciu Traian din partea Centrului de Scafandri. La scufundări au mai participat din partea Spitalului Militar Constanța dr. Popescu Octavian, din partea Institutului de Medicină și Farmacie din Cluj-Napoca doctorii Todu Simion, Vasile Al. Vasile, Olteanu Ion, Ivanof Liliana și chimist Zirbo Mariana, iar de la Universitatea din Craiova doctorii Neștianu Valentin, Mihăilescu Ștefan, Iancău Marian și tehnicianul Pană Lucian.
1985: echipe de scafandri ale Centrului de Scafandri execută lucrări subacvatice pentru instalarea conductei submarine de la platforma marină Gloria.
1989: se elaborează tabelele de decompresie la suprafață LH-89 de către Laboratorul Hiperbar din cadrul Centrului de Scafandri din Constanța

## Clasificarea scafandrilor profesioniști în România
- În funcție de adâncimea de scufundare, scafandri sunt brevetați pentru următoarele categorii:
  - categoria a III-a - execută scufundări până la 40m;
  - categoria a II-a - execută scufundări până la 60m;
  - categoria I - execută scufundări la adâncimi mai mari de 60m. Scafandri din această categorie se numesc scafandri de mare adâncime.

- În funcție de vechimea în categorie scafandri pot obține următoarele clase: 
  - clasa 3 (cel puțin 1 an);
  - clasa 2 (cel puțin 2 ani);
  - clasa 1 (cel puțin 3 ani).[3]

## Brevete de invențieromânești
- 54936: Batiscaf pentru cercetări și lucrări subacvatice. Inventatori: Gavril Iuliu Murariu, Nicolae Constantin Ignătescu;
- 59309: Procedeu și instalație pentru evacuarea lichidelor mai ușoare ca apa din rezervoare submerse. Inventator: Alexandru Ene;
- 77652: Turelă deschisă de scufundare. Inventator: Constantin Vlad;
- 86670: Instalație de oxigenoterapie hiperbară. Inventator: Constantin Vlad;
- 91793: Dispozitiv pentru curățarea carenelor de navă. Inventator: Iorgulescu Florea;
- 107890: Metodă și instalație pentru ridicarea conductelor imerse. Inventatori: Dimoiu Gheorghe, Dumitru Nicolae, Rusen Mitică, Safta Ion;
- 109166: Aparat portabil de electrosecuritate pentru scafandrul sudor. Inventator: Contraamiral(r) prof.univ.dr.ing. Nanu Dumitru

## Firme de lucrări subacvatice din România
- Centrul de scafandri din Constanța
- Atlanta HV-CO
- Atlantismar
- Sea Star Diving Service Arhivat în 31 august 2007, la Wayback Machine.
- Shark srl Arhivat în 26 iunie 2009, la Wayback Machine.

## Organizații internaționale
- Association of Diving Contractors Arhivat în 9 mai 2008, la Wayback Machine.
- Canadian Association of Diving Contractors
- European Committee for Professional Diving Instructors
- International Marine Contractors Association
- Marine Technology Society
- Occupational Safety and Health Administration - Diving Commercial
- Society for Underwater Technology Arhivat în 4 august 2008, la Wayback Machine.
- The Magazine for Underwater Professionals